# تاكاشي ناغاساكو
تاكاشي ناغاساكو (長嶝高士 ناغاساكو تاكاشي) هو مؤدي أصوات ياباني ولد في 24 فبراير 1964 في محافظة واكاياما.

## أدواره في الأنمي

### مسلسلات أنمي تلفزيونية
- سونيك X - القط بيغ
- بليتش - جيدانبو، هاتشيغين أوشودا
- دي جرايمان - آيس
- ناروتو - ياشيرو أوتشيها
- ناروتو شيبودن - ياشيرو أوتشيها
- إكسل ساغا - بيدرو
- دراغون بول كاي - دودوريا
- التلميذ الأقوى في التاريخ كينيتشي - غونزوي كوماتوري
- ذا سول تيكر - ياغي
- هاجيمي نو إيبو - مدرب نادي نيشيكاوا
- نزيل الظلام - جد كازوتاكا موراكي
- كاوبوي بيباب - جورج
- ساموراي تشامبلو - كازيها
- هيرومان - شرطي
- فايس كرويتز - أوكوبو
- بامبكين سيزرز - والتر
- ترايجان - والد كايت
- فتاة الجحيم - مينورو هيغوتشي
- أبطال الكرة - مدير مدرسة المدينة
- فرسان الأرض - المحطم
- بلاك روك شوتر - المدير
- فري! - معلم
- معرض الفن المزيف - علي
- مغامرة جوجو الغريبة - المفتش
- هوزوكي بارد الأعصاب - الملك إنما

## أدواره في ألعاب الفيديو
- سلسلة القنفذ سونيك
  - سونيك هيروز - القط بيغ
- سلسلة ألعاب تيكن
  - تيكن 2 - غانريو
  - تيكن تاغ تورنمنت - غانريو
- فورتشن ستريت - دونكي كونج
- ماريو كارت 8 - دونكي كونج
- ميجا مان 8 - تنغو مان، سيرتش مان
- ميجا مان إكس 4 - ماغما دراغون، سلاش بيست
- سول إدج - روك أدامز

## أدواره في الدبلجة اليابانية
- ترانسفورمرز أنيميتد - بروفسور أيزاك سامداك
- ترانسفورمرز: برايم - بالكهيد

## وصلات خارجية
- تاكاشي ناغاساكو على موقع IMDb (الإنجليزية)
- تاكاشي ناغاساكو على موقع ميوزك برينز (الإنجليزية)
- تاكاشي ناغاساكو على موقع قاعدة بيانات الفيلم (الإنجليزية)
- تاكاشي ناغاساكو على موقع ANN person (الإنجليزية)